# 残響 (福山雅治のアルバム)
『残響』（ざんきょう）は、福山雅治10作目のオリジナル・アルバム。2009年6月30日に発売された。制作はユニバーサルJ、発売・販売元はユニバーサルミュージック。

## 解説
前作『5年モノ』からおよそ2年半ぶりとなる。
タイトルの「残響」とは、2008年に長崎県美術館で開催された福山の写真展『PHOTO STAGE III 〜残響〜』のために書かれた詩であり、この詩がアルバム全体を包むような感じになっているという。
2009年5月28日・29日・6月4日・5日に開催された福山雅治初の日本武道館公演『福山☆イキナリの大感謝祭 〜エッ!してなかったの?初めてだったの?〜 愛♡福山-博 in 武道館』初日でアルバム情報が解禁され、5月30日のニッポン放送『福山雅治のオールナイトニッポンサタデースペシャル・魂のラジオ』（通称『魂ラジ』）にて「最愛」が初オンエアされた。
初回限定盤が2種類（初回生産限定　スペシャルグッズ+Music Clip収録DVD付盤、初回限定 LIVE DVD付盤）と通常盤の計3種類での発売となった。初回盤2種にはCDにボーナス・トラックとして「99」が収録されて全15曲の収録となっている。通常盤はCDのみで全14曲の収録となっている。
アルバムの発売以前からダンロップのCMソングとして発表されていたインストゥルメンタル楽曲「アンモナイトの夢」はCD収録時間の都合上収録されなかったが、25thシングル「はつ恋」（同年12月16日発売）のカップリングに収録された。

## 収録曲
| 全作詞・作曲: 福山雅治、全編曲: 福山雅治・井上鑑（特記以外）。 |                                                  |          |            |      |
| #                                                              | タイトル                                         | 作詞     | 作曲・編曲 | 時間 |
| 1.                                                             | 「群青 〜ultramarine〜」                         | 福山雅治 | 福山雅治   | 5:03 |
| 2.                                                             | 「化身」                                         | 福山雅治 | 福山雅治   | 5:02 |
| 3.                                                             | 「明日の☆SHOW」                                  | 福山雅治 | 福山雅治   | 4:53 |
| 4.                                                             | 「ながれ星」                                     | 福山雅治 | 福山雅治   | 5:17 |
| 5.                                                             | 「幸福論」                                       | 福山雅治 | 福山雅治   | 4:05 |
| 6.                                                             | 「18 〜eighteen〜」                              | 福山雅治 | 福山雅治   | 5:29 |
| 7.                                                             | 「最愛」                                         | 福山雅治 | 福山雅治   | 5:44 |
| 8.                                                             | 「想 -new love new world-」                      | 福山雅治 | 福山雅治   | 4:42 |
| 9.                                                             | 「phantom」                                      | 福山雅治 | 福山雅治   | 6:42 |
| 10.                                                            | 「survivor」                                     | 福山雅治 | 福山雅治   | 4:46 |
| 11.                                                            | 「今夜、君を抱いて」                             | 福山雅治 | 福山雅治   | 4:22 |
| 12.                                                            | 「旅人」                                         | 福山雅治 | 福山雅治   | 4:55 |
| 13.                                                            | 「東京にもあったんだ」(編曲: 福山雅治・服部隆之) | 福山雅治 | 福山雅治   | 6:21 |
| 14.                                                            | 「道標」                                         | 福山雅治 | 福山雅治   | 4:48 |
| 合計時間:                                                      | 合計時間:                                        | 72:09    |            |      |

| 全作詞・作曲: 福山雅治、全編曲: 福山雅治・井上鑑（特記以外）。 |                                                  |          |            |      |
| #                                                              | タイトル                                         | 作詞     | 作曲・編曲 | 時間 |
| 1.                                                             | 「群青 〜ultramarine〜」                         | 福山雅治 | 福山雅治   | 5:03 |
| 2.                                                             | 「化身」                                         | 福山雅治 | 福山雅治   | 5:02 |
| 3.                                                             | 「明日の☆SHOW」                                  | 福山雅治 | 福山雅治   | 4:53 |
| 4.                                                             | 「ながれ星」                                     | 福山雅治 | 福山雅治   | 5:17 |
| 5.                                                             | 「幸福論」                                       | 福山雅治 | 福山雅治   | 4:05 |
| 6.                                                             | 「18 〜eighteen〜」                              | 福山雅治 | 福山雅治   | 5:29 |
| 7.                                                             | 「最愛」                                         | 福山雅治 | 福山雅治   | 5:44 |
| 8.                                                             | 「想 -new love new world-」                      | 福山雅治 | 福山雅治   | 4:42 |
| 9.                                                             | 「phantom」                                      | 福山雅治 | 福山雅治   | 6:42 |
| 10.                                                            | 「survivor」                                     | 福山雅治 | 福山雅治   | 4:46 |
| 11.                                                            | 「今夜、君を抱いて」                             | 福山雅治 | 福山雅治   | 4:22 |
| 12.                                                            | 「旅人」                                         | 福山雅治 | 福山雅治   | 4:55 |
| 13.                                                            | 「東京にもあったんだ」(編曲: 福山雅治・服部隆之) | 福山雅治 | 福山雅治   | 6:21 |
| 14.                                                            | 「道標」                                         | 福山雅治 | 福山雅治   | 4:48 |
| 15.                                                            | 「99」(ボーナストラック)                         | 福山雅治 | 福山雅治   | 5:14 |
| 合計時間:                                                      | 合計時間:                                        | 77:23    |            |      |

| #  | タイトル                                                                                  | 作詞 | 作曲・編曲 |
| -- | ----------------------------------------------------------------------------------------- | ---- | ---------- |
| 1. | 「Calling」(『福山☆冬の大感謝祭 其の九』/ 2008年12月31日 横浜アリーナ)                    |      |            |
| 2. | 「ひとりきり歩いてく帰り道で」(『福山☆冬の大感謝祭 其の九』/ 2008年12月31日 横浜アリーナ) |      |            |
| 3. | 「RED×BLUE」(『福山☆冬の大感謝祭 其の九』/ 2008年12月31日 横浜アリーナ)                   |      |            |

| #  | タイトル                    | 作詞 | 作曲・編曲 |
| -- | --------------------------- | ---- | ---------- |
| 1. | 「最愛」                    |      |            |
| 2. | 「化身」                    |      |            |
| 3. | 「想 -new love new world-」 |      |            |

### 楽曲解説
1. 群青 〜ultramarine〜
テレビ東京系『ワールドビジネスサテライト』エンディングテーマ。
2007年10月6日、『魂ラジ』にて完成前の音源が初オンエアされて反響が大きかったため、着うた・着うたフルで期間限定配信されていた。また、同年末にテレビ朝日系『ミュージックステーションスーパーライブ』出演の際には[8]、放送直前に発生した長崎市長射殺事件に配慮して歌詞の一部を変更して披露された。
使用ギターはギブソン・J-50 '59。今回音源化する際、新たにオーケストラパートを追加し、ミックスしなおしている。
2011年に発生した東日本大震災を受けて配信限定で期間限定発売された『アイのうた〜東日本大震災チャリティ・アルバム』に「群青 〜ultramarine〜 the first edition」が収録されている[9]。
2. 化身
24thシングル。フジテレビ系ドラマ『魔女裁判』主題歌。
使用ギターはフェンダー・ジャズマスター66 OCR。
3. 明日の☆SHOW
23rdシングル「想 -new love new world-」のカップリング曲。キリン「FIRE」CMソング。リマスタリングして収録している。
4. ながれ星
タイアップなしでの女性目線楽曲は初めてとなる。テーマはアラサー、アラフォーの女性の世界観。曲の持つ雰囲気、メロディから導き出されて女歌になっていったという。山本拓夫のサックスと藤原道山の尺八が同時に吹き込まれている。
5. 幸福論
使用ギターはギブソン・J-50 '59。福山自身の幸福論を歌っている。雑誌の解説インタビューでは、「幸福論は突き詰めていくと名曲「関白宣言」にたどり着く。あれはもう、さだまさし先輩の世界そのものですから、僕なんかじゃとうていたどり着けない」と同郷の先輩に対して敬意を払いつつ、「それでも自分なりの幸福論を言おうと思って書いた曲」であると述べている。2018年に行われた東京ドームライブではオープニングナンバーに選ばれ、通常とは異なり6弦バンジョーを用いて演奏された。
6. 18 〜eighteen〜
『福山☆イキナリの大感謝祭 〜エッ!してなかったの?初めてだったの?〜 愛♡福山-博 in 武道館』で初めて披露された。福山自身の15歳、18歳の頃を思い返して歌っている。曲自体は4thアルバム『BOOTS』を作っている頃から出来ていてレコーディングもされていたが、サビの“MY HOME TOWN”の部分の言葉しか浮かばず保留になっていた。
この曲をレコーディングした後、事務所の先輩である桑田佳祐から誕生日プレゼントとして貰ったギター（フェンダー・ストラトキャスター）の音がとてもきれいであったため、そのギターを使って再度レコーディングしている。
2009年6月30日 - 8月31日（午前6時 - 午後8時）まで、JR長崎駅で電車の発着時メロディとして流れていた[10]。
7. 最愛
東芝液晶テレビ「REGZA」CMソングで、KOH+の楽曲「最愛」のセルフカバー。
アルバムの流れを考え、重くなりすぎないように意識したという。原曲がピアノ+ストリングスだったのでピアノを避けてギターによる演奏でレコーディングしていたが、考えすぎていると感じたため、ピアノによるスタジオ・ライヴ・セッションに変えた。
8. 想 -new love new world-
23rdシングル。東芝液晶テレビ「REGZA」、ハイビジョンレコーダー「VARDIA」CMソング。
リマスタリングして収録している。
9. phantom
エンディングのギターソロが2008年に放送されたキユーピーハーフ「ビリヤード」篇のCMに使用されていた。
使用ギターはフェンダー・テレキャスターピンクペイズリー '69で、このギターを買った日にその音色に触発されて曲が作られた。そのため、仮タイトルは「Paisley」であった。
歌詞は今回のアルバムのコンセプトである「希望で終わらせる必要は必ずしもない」という考えを象徴した内容になっているという。
10. survivor
（作詞・作曲：福山雅治 / 編曲：福山雅治、井上鑑）
テーマは「都会で働く男の切羽詰った感」。曲自体は以前から出来ていたが、歌詞はアルバム全体の構成を考えて書かれている。使用ギターはギブソン・J-50 '59。
11. 今夜、君を抱いて
サウンドが厚めな曲が多いので、薄いサウンドが欲しいということで弾き語りになっている。レコーディングはおよそ3日間に渡って行われ、福山の歌とギターを一発録りの弾き語りで収録した。その中から一番いいテイクを抽出したものを収録している。
歌詞中の“君”は特に女性と限定しておらず、自分の子供などの広い愛情としても解釈できるように作ったという。
12. 旅人
東宝系映画『キラー・ヴァージンロード』主題歌。映画で使用されたものとは一部の歌詞とアレンジが異なっている。人生における旅立ちを歌った「18 ～eighteen～」と対になる楽曲であるという。
使用ギターはギブソン・J-50 '59。美久月千晴のベースがサウンドのキモになっているという。
2009年8月1日から9月30日までの期間限定で、KDDIの音楽配信サービス・au LISMOで90秒ダイジェスト版着うたフルが無料配信されていた。
13. 東京にもあったんだ
22ndシングル「東京にもあったんだ/無敵のキミ」の1曲目。松竹系映画『東京タワー 〜オカンとボクと、時々、オトン〜』主題歌。もともとアルバムの締めの曲として作られていたが、タイアップの依頼がありシングルとして発売された。
アルバム収録に際して、新たにミックスをして収録している。
14. 道標
24thシングル「化身」のカップリング曲。日本テレビ系『NEWS ZERO』エンディング・テーマ。WOWOW連続ドラマW『プラチナタウン』主題歌。
当初アルバムの締めの曲は「東京にもあったんだ」になる予定だったが、この楽曲が完成し「締めはこれだろう」ということでアルバムの最後に収録された。
2010年に発売されたベスト・アルバム『THE BEST BANG!!』では、宮本笑里のヴァイオリンが加わるなどのアレンジを施した「道標 2010」を収録している。また、同年末に出場した『第61回NHK紅白歌合戦』では「道標」をパシフィコ横浜 展示ホールからの中継で披露したが[11]、宮本笑里もヴァイオリンで参加しており「道標 2010」に近いアレンジで演奏した。
15. 99
東宝系映画『容疑者Xの献身』劇中歌。初回限定盤にボーナス・トラックとして収録されている。
タイトルの“99（ナインティナイン）”は、曲のテンポが“99”だったことに由来している。もともと歌詞をつけるための曲として作っていたが、インストゥルメンタルとして仕上げた。
曲が使用された映画のオープニングシーンはカットを割らない撮影だったため、ミスをしないよう何度もリハーサルを繰り返して撮影していた。映画撮影後に作曲して映像に音を当ててみると、イントロからブレイク（無音）までの時間が爆発するシーンまでの時間と偶然一致したという。今回音源化する際には、イントロが終わったあとのブレイク（無音）部分にコーラスの逆回転音を追加している。Bメロのコーラスは福山と比山貴咏史によるもの（歌詞カードのクレジットには掲載されていない）[注釈 2]。
使用ギターはギブソン・J-50 '59、イントロなどのリフで使用されているベースはフェンダー・ジャズベース '65（ドットポジション）。イントロなどのベースによるリフは、福山が弾いている。

## ミュージシャン
| 群青 〜ultramarine〜 - Vocal & Guitar:FUKUYAMA MASAHARU - Keyboards:INOUE AKIRA - Drums:SHIMAMURA EIJI - Bass:BAGABOND SUZUKI - Guitar:ISHINARI MASATO - Horn:FUJITA OTOHITO - Flugelhorn:NISHIMURA KOJI - Alto Flute:YAMAMOTO TAKUO - Strings:KINBARA CHIEKO STRINGS 化身 - Vocal & Guitar:FUKUYAMA MASAHARU - Keyboards:INOUE AKIRA - Drums:YAMAKI HIDEO - Bass:MIKUZUKI CHIHARU - Trumpet:NISHIMURA KOJI / SUGASAWA MASAHIKO - Trombone:MURATA YOICHI / HIROHARA MASANORI - Baritone Saxophone:YAMAMOTO TAKUO - Programming:MOHRI YASUSHI 明日の☆SHOW - Vocal & Guitar:FUKUYAMA MASAHARU - Keyboards:INOUE AKIRA - Drums:YAMAKI HIDEO - Bass:MIKUZUKI CHIHARU - Electric Guitar:OGURA HIROKAZU - Acoustuc Guitar:YASUDA HIROMI / TOKUTAKE HIROFUMI / HIJIKATA TAKAYUKI - Percussion:MATARO - Strings:KINBARA CHIEKO STRINGS - Programming:MOHRI YASUSHI ながれ星 - Vocal & Guitar:FUKUYAMA MASAHARU - Keyboards:INOUE AKIRA - Drums:YAMAKI HIDEO - Bass:MIKUZUKI CHIHARU - Gut Guitar:OGURA HIROKAZU - Soprano Saxophone:YAMAMOTO TAKUO - 尺八:FUJIWARA DOZAN - Programming:MOHRI YASUSHI 幸福論 - Vocal & Guitar:FUKUYAMA MASAHARU - Keyboards:INOUE AKIRA - Drums:YAMAKI HIDEO - Double Bass:TAKAMIZU KENJI - Percussion:MATARO - Programming:MOHRI YASUSHI 18 〜eighteen〜 - Vocal & Guitar:FUKUYAMA MASAHARU - Keyboards:INOUE AKIRA - Drums:YAMAKI HIDEO - Bass:OKAZAWA AKIRA - Guitar:OGURA HIROKAZU - Percussion:MATARO - Strings:KINBARA CHIEKO STRINGS 最愛 - Vocal:FUKUYAMA MASAHARU - Keyboards:INOUE AKIRA | 想 -new love new world- - Vocal & Guitar:FUKUYAMA MASAHARU - Keyboards:INOUE AKIRA - Drums:YAMAKI HIDEO - Bass:MIKUZUKI CHIHARU - Guitar & Autoharp:OGURA HIROKAZU - Chorus:KOIDE HIROSHI - Programming:MOHRI YASUSHI phantom - Vocal & Guitar:FUKUYAMA MASAHARU - Keyboards:INOUE AKIRA - Drums:TSURUYA TOMO'O - Bass:MATSUDA "FIRE" TAKUMI - Percussion:MATARO - English Horn:SHOJI SATOSHI survivor - Vocal & Guitar:FUKUYAMA MASAHARU - Keyboards:INOUE AKIRA - Drums:YAMAKI HIDEO - Bass:MIKUZUKI CHIHARU - Guitar:OGURA HIROKAZU - Percussion:MATARO - Trumpet:NISHIMURA KOJI - Trombone:MURATA YOICHI - Tenor & Baritone Saxophone:YAMAMOTO TAKUO 今夜、君を抱いて - Vocal & Guitar:FUKUYAMA MASAHARU - Keyboards:INOUE AKIRA - Glockenspiel:MISAWA IZUMI 旅人 - Vocal & Guitar:FUKUYAMA MASAHARU - Keyboards:INOUE AKIRA - Drums:YAMAKI HIDEO - Bass:MIKUZUKI CHIHARU - Guitar:OGURA HIROKAZU 東京にもあったんだ - Vocal, Guitar & Keyboards:FUKUYAMA MASAHARU - Drums:TSURUYA TOMO'O - Bass:MIKUZUKI CHIHARU - Conductor:HATTORI TAKAYUKI - Strings:KINBARA CHIEKO STRINGS - Flute:TAKAKUWA HIDEYO / IWASA KAZUHIRO - Clarinet:YAMANE KIMIO / MOTOKI MIZUKA - English Horn:SHOJI SATOSHI - Fagotto:OKAMOTO MASAYUKI - Harp:TAGUCHI YUKO - Alto Saxophone:BOB ZUNG - Celesta:KURATA NOBUO 道標 - Vocal & Guitar:FUKUYAMA MASAHARU - Keyboards:INOUE AKIRA - Drums:YAMAKI HIDEO - Bass:TAKAMIZU KENJI - Guitar:KON TSUYOSHI 99 - Vocal, Guitar & Bass:FUKUYAMA MASAHARU - Keyboards:INOUE AKIRA - Drums:YAMAKI HIDEO - Bass:MIKUZUKI CHIHARU - Guitar:OGURA HIROKAZU - Baritone Saxophone:YAMAMOTO TAKUO - Programming:MOHRI YASUSHI |